# تشارلز هالي
تشارلز هالي (بالإنجليزية: Charles Haley)‏ هو لاعب كرة قدم أمريكية أمريكي، ولد في 6 يناير 1964 في لينشبرغ في الولايات المتحدة.

## وصلات خارجية
- تشارلز هالي على موقع مرجع كرة القدم المحترفة.كوم (الإنجليزية)
- تشارلز هالي على موقع IMDb (الإنجليزية)
- تشارلز هالي على موقع إن إن دي بي (الإنجليزية)